# Schmelzwasserrinne Littenheid–Bichelsee
Die Schmelzwasserrinne Littenheid – Bichelsee erstreckt sich auf rund 12 Kilometer im Schweizer Kanton Thurgau und ist bis heute eines der bedeutendsten Geotope der Ostschweiz.

## Entstehung
Die Entstehung der Schmelzwasserrinne Littenheid – Bichelsee begann vor rund 20'000 Jahren, als der Bodensee-Vorlandgletscher, ein Teil des bekannten Rheingletschers, während des Stein am Rhein-Stadiums zu schmelzen anfing. Der Rheingletscher reichte in seiner massivsten Zeit vom Arlberg bis zum Gotthard, umschloss die inneralpinen Täler zwischen Rheinwaldhorn und Chur, das vom Bodensee bis Chur reichende Tal des Alpenrheins und das Vorlandbecken rund um den Bodensee. Sein Rückzug erfolgte in acht Etappen, darunter auch das Stein am Rhein-Stadium.
Dem Schmelzwasser gelang es, durch Röhren und Spalten immer weiter an die Gletscherbasis vorzudringen, wo sich aufgrund des Druckgefälles grosse Schmelzwasserströme unter dem Eis bildeten. Da der Gletscher Stück für Stück weiter schmolz, strömte Wasser nach und es entstanden hohe Drucke, welche dem Wasser auch das Bergauf-Fliessen ermöglichten. Der Druck sorgte ebenfalls für eine Beschleunigung des Wassers, welches dann eine erodierende Wirkung auf den Untergrund ausübte, besonders unverfestigte Sedimente verloren so den Halt und konnten in kürzester Zeit abgetragen werden. So wurde die Südseite des Bodensee-Vorlandgletschers, das gesamte Toggenburger und Appenzellerland durchströmt. Im Winter schmolz das Eis nur sehr langsam und die Rinne wurde durch Gletschereis, welches von oben in die Rinne gepresst wurde, geschlossen und somit vor dem Verschütten bewahrt. Dieses Toteis wurde bei höheren Temperaturen dann zu Schmelzwasser, welches die typische Schmelzwasserrinne formte.

## Ausdehnung
Die entstandene rund 12 Kilometer lange Rinne erstreckt sich durch 5 Gemeinden im Kanton Thurgau in der Schweiz. In Bichelsee-Balterswil, Fischingen, Sirnach, Wilen bei Wil und Rickenbach zeigt sich die Schmelzwasserrinne in den unterschiedlichsten Landschaften, darunter sind Siedlungen, Waldstücke, Landwirtschaft und Naturschutzgebiete.
Zwischen Anwil und Littenheid sowie bei Bichelsee kommen Verlandungssedimente mit Seekreide und Torf vor. Ausserdem konnten nutzbare Grundwasservorkommen bei Littenheid, im Murgtalabschnitt zwischen Wiezikon und Fischingen und bei Bichelsee festgestellt werden.

## Heutige Situation
Heute noch bildet die Schmelzwasserrinne einen wichtigen Teil des Kantons Thurgau. Das Gebiet wird weiterhin von Geologen untersucht und bildet zusammen mit dem Rindal (SG) das grösste und tiefste Schmelzwassertal der Ostschweiz. Auch heute noch sind die erosiv übersteilten Prallhänge teilweise mit postglazialen Schuttkegeln gefüllt.
Auch für die Schweizer Wirtschaft ist das Gebiet von Interesse. Ende 2019 plante der Sirnacher Gemeinderat dort den Bau eines Windenergiegebietes. Der Antrag wurde letztlich abgelehnt. Grund dafür war vor allem die naheliegende Psychiatrische Klinik Littenheid. Rund ein Drittel der dort lebenden Patienten sei sehr geräuschempfindlich und würde durch Windräder nur unnötig gestört werden. Des Weiteren bildet auch die Schmelzwasserrinne auf Grund des Landschaftsschutzes ein Problem für die Verwirklichung des Projektes.
Trotzdem gibt es viele Ziele im Landschaftsraum rund um die Schmelzwasserrinne. Dazu gehört zum Beispiel das Fördern eines vielfältigen Futterbaus. Dieser soll mit diversen Strukturelementen angereichert werden. Auch das Erhalten und Fördern von Ackerterrassen sowie auch von Einzelbäumen wird von der «Stiftung Landschaftsschutz Schweiz» (SL) als Teil des Projektes Proterra weiterhin verfolgt. Die Terrassen sind nicht nur in Bezug auf ihren ästhetischen, sondern auch auf ihren ökologischen Aspekt von Bedeutung.
Die Schmelzwasserrinne bildet einen der letzten Überreste der vor Jahrhunderten entstandenen Feuchtgebiete. Heute soll dort ein Naherholungsgebiet entstehen, um so Geschichte, Natur und Kultur miteinander zu verbinden.